# Pavlo Fedosenko
Pavlo Jurijovytj Fedosenko (ukrainska: Павло Юрійович Федосенко), född 10 oktober 1974 i Kryvyj Rih, är en ukrainsk överstelöjtnant och befälhavare för den 92:a mekaniserade brigaden.

## Biografi

### Tidig militär karriär
Pavlo Fedosenko föddes den 10 oktober 1974 i Kryvyj Rih. Han tog sin examen i Charkiv och har, liksom sin far och sin bror, arbetat större delen av sitt liv inom militären. Fedosenko verkade i kriget i Donbass från dess start, deltog i flera strider och blev sårad tre gånger, varav ett skott i huvudet, av vilket han bär ett ärr i pannan. Han har även överlevt två stycken byggnadsras som ett resultat av bombanfall och fick också under kriget i Donbass smeknamnet "Maestro". Fedosenko erhöll år 2020 befäl över den 92:a mekaniserade brigaden.

### Rysslands invasion av Ukraina 2022

#### Försvaret av Charkiv
Under de första månaderna av Rysslands invasion av Ukraina förde Fedosenko befäl över försvaret av Charkiv, i vilket han beskrevs som klok och heroisk, samt med en outtömlig energi. Han beskrivs även som ödmjuk, medan han själv anser att han endast utför sitt arbete. Han belönades med orden Ukrainas hjälte den 2 mars 2022 till följd av sitt handlande under försvaret av Charkiv.

#### Senare verksamhet
Fedosenko blev enhälligt vald av ledningen i Kryvyj Rih till att belönas med titeln hedersmedborgare i staden Kryvyj Rih och erhöll densamma den 23 augusti av borgmästaren i staden. Han deltar därefter i motoffensiven i Charkiv oblast.

### Citat
"Till de ryska styrkorna som attackerar oss, här är mitt meddelande: ta tillbaka era soldater, ta tillbaka era barn, ta tillbaka alla era fordon och åk hem, medan ni fortfarande lever".